# Las Palmas, Atlixtac
Las Palmas är en ort i Mexiko.   Den ligger i kommunen Atlixtac och delstaten Guerrero, i den sydöstra delen av landet, 230 km söder om huvudstaden Mexico City. Las Palmas ligger 1 734 meter över havet och antalet invånare är 240.
Terrängen runt Las Palmas är kuperad norrut, men söderut är den bergig. Runt Las Palmas är det ganska glesbefolkat, med 43 invånare per kvadratkilometer. Närmaste större samhälle är Acatepec, 3,3 km sydväst om Las Palmas. I omgivningarna runt Las Palmas växer huvudsakligen savannskog.